# Puchar Świata w biathlonie 2016/2017
Puchar Świata w biathlonie 2016/2017 – 40. edycja zawodów o Puchar Świata w tej dyscyplinie sportu. Cykl rozpoczął się 27 listopada 2016 roku sztafetą mieszaną w Östersund, zaś zakończył biegami masowymi w Oslo/Holmenkollen 19 marca 2017. Najważniejszą imprezą sezonu były mistrzostwa świata w Hochfilzen rozegrane od 9 do 19 lutego.
Tytułów sprzed roku bronili Czeszka Gabriela Koukalová oraz Francuz Martin Fourcade.
Klasyfikację generalną kobiet wygrała po raz pierwszy w karierze Niemka Laura Dahlmeier, zdobywając w sumie 1211 pkt, druga Czeszka Gabriela Koukalová straciła 122 punkty, a trzecia Finka Kaisa Mäkäräinen - 240 pkt. Ponadto Dahlmeier zwyciężyła w klasyfikacji biegu indywidualnego i biegu pościgowego. Natomiast klasyfikację sprintu i biegu masowego wygrała Koukalová. Klasyfikację sztafet i Pucharu Narodów wygrały Niemki.
W klasyfikacji generalnej mężczyzn od 2011 roku nie ma sobie równych Martin Fourcade, wygrał z dorobkiem 1322 punktów(poprawiając tym samym liczbę punktów, którą uzyskał w jednym sezonie), zdobywając tym samym 6 raz z rzędu kryształową kulę, a ponadto drugi rok z rzędu wygrał wszystkie klasyfikacje indywidualne tj. sprint, bieg pościgowy, bieg indywidualny i bieg masowy. Drugi w klasyfikacji Rosjanin Anton Szypulin stracił 404 punkty, a trzeci Norweg Johannes Thingnes Bø - 510 punktów. W klasyfikacji sztafet wygrali Rosjanie, natomiast Puchar Narodów tak jak u pań wygrali Niemcy.
Klasyfikację sztafet mieszanych wygrała reprezentacja Niemiec. 

## Kalendarz zawodów
Sezon rozpoczął się biegami sztafet mieszanych 27 listopada w szwedzkiej miejscowości Östersund. Tydzień później rozegrane zostały konkurencje indywidualne. Ze Skandynawii biathloniści udali się do Pokljuki, zaś ostatnie zawody w 2016 odbyły się w Novym Mescie. W porównaniu do poprzedniego sezonu, zawodu w Pokljuce zostały rozegrane tydzień wcześniej w zastępstwie startów w Hochfilzen. Nové Město na Moravě wróciło do kalendarza Pucharu Świata po roku nieobecności. Kolejne starty tradycyjnie odbyły się w Oberhofie, Ruhpolding oraz Antholz-Anterselvie. Z Południowego Tyrolu biathloniści przenieśli się do Hochfilzen, gdzie odbyły się mistrzostwa świata. W porównaniu do poprzedniego sezonu, duże zmiany w kalendarzu zaszły w jego końcowym etapie. W zastępstwie zawodów w Ameryce Północnej została rozegrana próba przedolimpijska w Pjongczangu. Następnie biathloniści mieli rywalizować w miejscowości Tiumeń, jednakże w związku z aferą dopingową, Rosjanie wycofali się z organizacji zawodów. Władze IBU zdecydowały, że nowym miejscem rozegrania zawodów będzie fińskie Kontiolahti. Starty zakończyły się 19 marca na przedmieściach Oslo, w Holmenkollen.
- Östersund
- Pokljuka
- Nové Město na Moravě
- Oberhof
- Ruhpolding
- Anterselva
- Hochfilzen (mistrzostwa świata)
- Pjongczang
- Tiumeń
- Kontiolahti
- Oslo/Holmenkollen

## Liderzy

### Kobiety

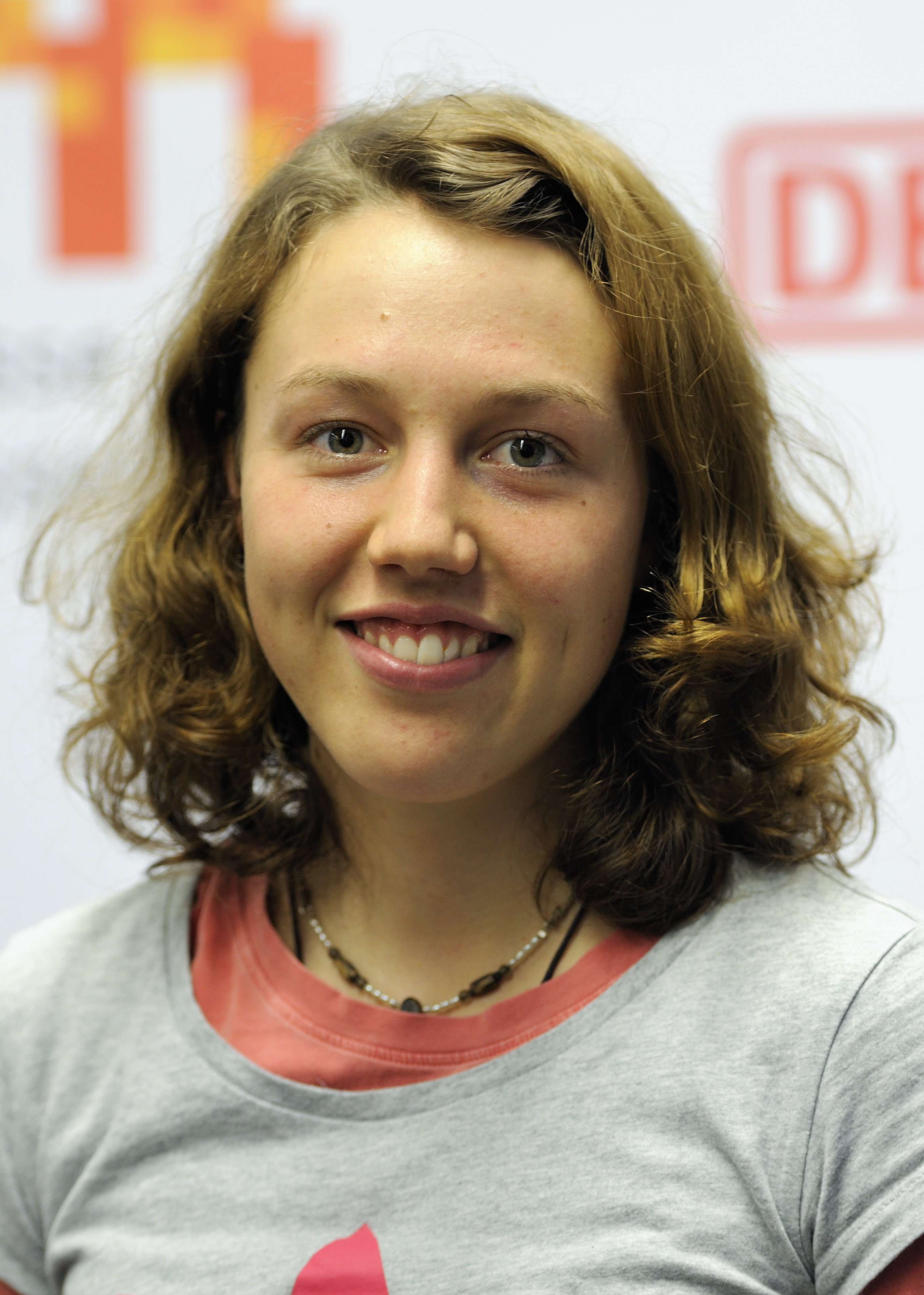
Laura Dahlmeier, zwyciężczyni klasyfikacji generalnej Pucharu Świata, klasyfikacji biegu na dochodzenie, klasyfikacji biegu indywidualnego
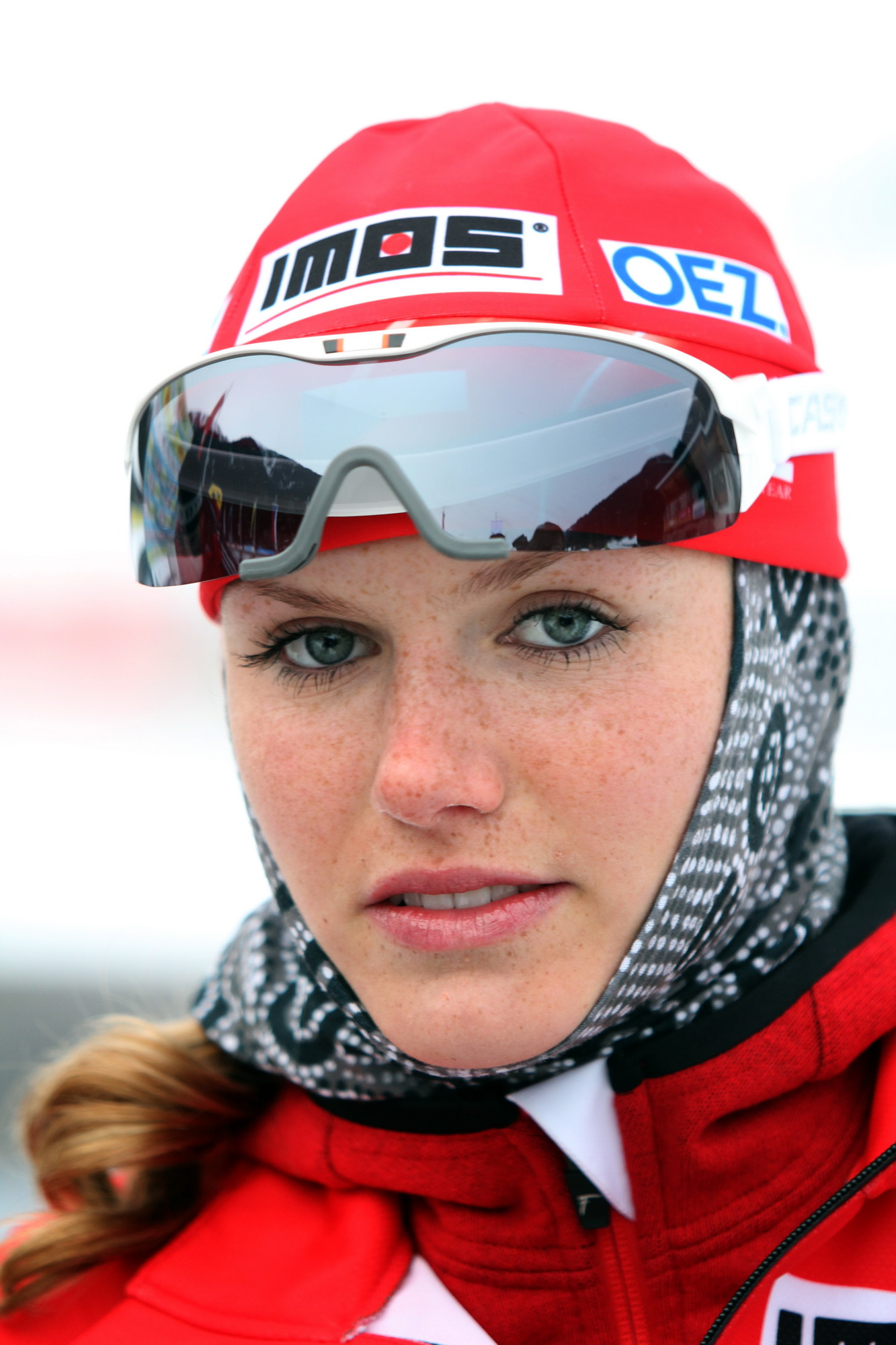
Gabriela Koukalová, zwyciężczyni klasyfikacji sprintu i klasyfikacji biegu masowego
Reprezentantki Niemiec, zwyciężczynie klasyfikacji sztafet i klasyfikacji Pucharu Narodów

### Mężczyźni

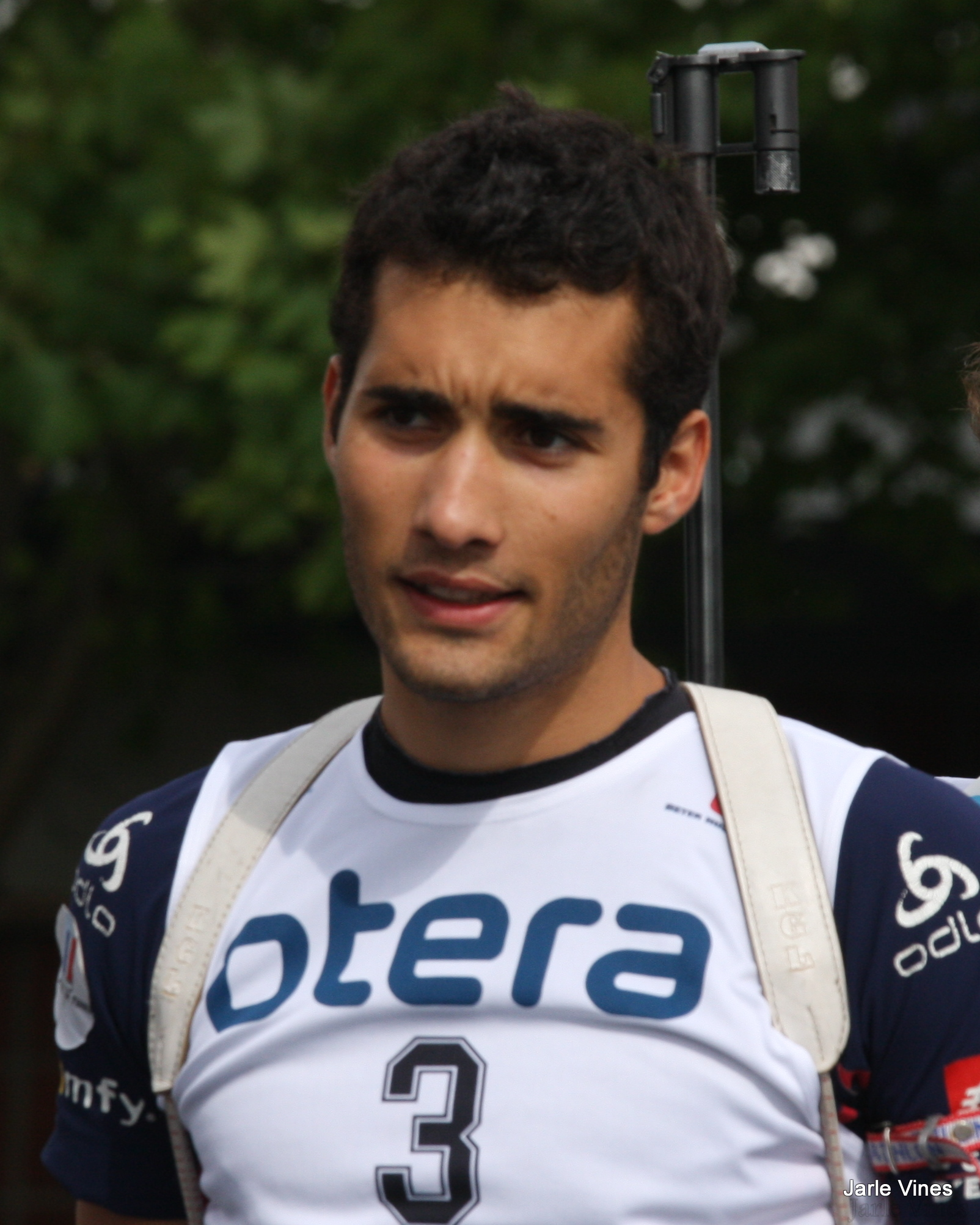
Martin Fourcade, zwycięzca klasyfikacji generalnej Pucharu Świata, klasyfikacji sprintu, klasyfikacji biegu na dochodzenie, klasyfikacji biegu indywidualnego, klasyfikacji biegu masowego
Reprezentacja Rosji, zwycięzcy klasyfikacji sztafet
Reprezentacja Niemiec, zwycięzcy klasyfikacji Pucharu Narodów

### Sztafety mieszane

Reprezentacja Niemiec, zwycięzcy klasyfikacji sztafet mieszanych

## Wyniki

### Mężczyźni
| Lp. | Data                          | Miejscowość          | Szczegóły | Konkurencja                | 1. miejsce           | 2. miejsce             | 3. miejsce             |
| --- | ----------------------------- | -------------------- | --------- | -------------------------- | -------------------- | ---------------------- | ---------------------- |
| 1.  | 28 listopada – 4 grudnia 2016 | Östersund            | szczegóły | Bieg indywidualny na 20 km | Martin Fourcade      | Johannes Thingnes Bø   | Uładzimir Czapielin    |
| 1.  | 28 listopada – 4 grudnia 2016 | Östersund            | szczegóły | Sprint na 10 km            | Martin Fourcade      | Fredrik Lindström      | Arnd Peiffer           |
| 1.  | 28 listopada – 4 grudnia 2016 | Östersund            | szczegóły | Bieg pościgowy na 12,5 km  | Anton Babikow        | Maksim Cwietkow        | Martin Fourcade        |
| 2.  | 5 – 11 grudnia 2016           | Pokljuka             | szczegóły | Sprint na 10 km            | Martin Fourcade      | Johannes Thingnes Bø   | Anton Szypulin         |
| 2.  | 5 – 11 grudnia 2016           | Pokljuka             | szczegóły | Bieg pościgowy na 12,5 km  | Martin Fourcade      | Emil Hegle Svendsen    | Anton Szypulin         |
| 2.  | 5 – 11 grudnia 2016           | Pokljuka             | szczegóły | Sztafeta 4 × 7,5 km        | Francja              | Rosja                  | Niemcy                 |
| 3.  | 12 - 18 grudnia 2016          | Nové Město na Moravě | szczegóły | Sprint na 10 km            | Martin Fourcade      | Anton Szypulin         | Emil Hegle Svendsen    |
| 3.  | 12 - 18 grudnia 2016          | Nové Město na Moravě | szczegóły | Bieg pościgowy na 12,5 km  | Martin Fourcade      | Anton Szypulin         | Quentin Fillon Maillet |
| 3.  | 12 - 18 grudnia 2016          | Nové Město na Moravě | szczegóły | Bieg masowy na 15 km       | Martin Fourcade      | Simon Schempp          | Anton Babikow          |
| 4.  | 2 – 9 stycznia 2017           | Oberhof              | szczegóły | Sprint na 10 km            | Julian Eberhard      | Michal Šlesingr        | Dominik Windisch       |
| 4.  | 2 – 9 stycznia 2017           | Oberhof              | szczegóły | Bieg pościgowy na 12,5 km  | Martin Fourcade      | Arnd Peiffer           | Dominik Windisch       |
| 4.  | 2 – 9 stycznia 2017           | Oberhof              | szczegóły | Bieg masowy na 15 km       | Simon Schempp        | Erik Lesser            | Martin Fourcade        |
| 5.  | 9 – 15 stycznia 2017          | Ruhpolding           | szczegóły | Sztafeta 4 × 7,5 km        | Norwegia             | Rosja                  | Niemcy                 |
| 5.  | 9 – 15 stycznia 2017          | Ruhpolding           | szczegóły | Sprint na 10 km            | Martin Fourcade      | Julian Eberhard        | Emil Hegle Svendsen    |
| 5.  | 9 – 15 stycznia 2017          | Ruhpolding           | szczegóły | Bieg pościgowy na 12,5 km  | Martin Fourcade      | Emil Hegle Svendsen    | Michal Krčmář          |
| 6.  | 16 – 22 stycznia 2017         | Rasen-Antholz        | szczegóły | Bieg indywidualny na 20 km | Anton Szypulin       | Martin Fourcade        | Serhij Semenow         |
| 6.  | 16 – 22 stycznia 2017         | Rasen-Antholz        | szczegóły | Sztafeta 4 × 7,5 km        | Niemcy               | Norwegia               | Rosja                  |
| 6.  | 16 – 22 stycznia 2017         | Rasen-Antholz        | szczegóły | Bieg masowy na 15 km       | Johannes Thingnes Bø | Quentin Fillon Maillet | Anton Szypulin         |
| 7.  | 8 – 19 lutego 2017            | Hochfilzen MŚ 2017   | szczegóły | Sprint na 10 km            | Benedikt Doll        | Johannes Thingnes Bø   | Martin Fourcade        |
| 7.  | 8 – 19 lutego 2017            | Hochfilzen MŚ 2017   | szczegóły | Bieg pościgowy na 12,5 km  | Martin Fourcade      | Johannes Thingnes Bø   | Ole Einar Bjørndalen   |
| 7.  | 8 – 19 lutego 2017            | Hochfilzen MŚ 2017   | szczegóły | Bieg indywidualny na 20 km | Lowell Bailey        | Ondřej Moravec         | Martin Fourcade        |
| 7.  | 8 – 19 lutego 2017            | Hochfilzen MŚ 2017   | szczegóły | Sztafeta 4 × 7,5 km        | Rosja                | Francja                | Austria                |
| 7.  | 8 – 19 lutego 2017            | Hochfilzen MŚ 2017   | szczegóły | Bieg masowy na 15 km       | Simon Schempp        | Johannes Thingnes Bø   | Simon Eder             |
| 8.  | 26 lutego – 5 marca 2017      | Pjongczang           | szczegóły | Sprint na 10 km            | Julian Eberhard      | Lowell Bailey          | Martin Fourcade        |
| 8.  | 26 lutego – 5 marca 2017      | Pjongczang           | szczegóły | Bieg pościgowy na 12,5 km  | Martin Fourcade      | Anton Szypulin         | Julian Eberhard        |
| 8.  | 26 lutego – 5 marca 2017      | Pjongczang           | szczegóły | Sztafeta 4 × 7,5 km        | Francja              | Austria                | Norwegia               |
| 9.  | 6 – 12 marca 2017             | Kontiolahti          | szczegóły | Sprint na 10 km            | Martin Fourcade      | Ondřej Moravec         | Emil Hegle Svendsen    |
| 9.  | 6 – 12 marca 2017             | Kontiolahti          | szczegóły | Bieg pościgowy na 12,5 km  | Arnd Peiffer         | Simon Eder             | Emil Hegle Svendsen    |
| 10. | 13 – 19 marca 2017            | Oslo/Holmenkollen    | szczegóły | Sprint na 10 km            | Johannes Thingnes Bø | Martin Fourcade        | Anton Szypulin         |
| 10. | 13 – 19 marca 2017            | Oslo/Holmenkollen    | szczegóły | Bieg pościgowy na 12,5 km  | Anton Szypulin       | Martin Fourcade        | Johannes Thingnes Bø   |
| 10. | 13 – 19 marca 2017            | Oslo/Holmenkollen    | szczegóły | Bieg masowy na 15 km       | Martin Fourcade      | Andrejs Rastorgujevs   | Simon Eder             |

### Kobiety
| Lp. | Data                          | Miejscowość          | Szczegóły | Konkurencja                | 1. miejsce         | 2. miejsce         | 3. miejsce         |
| --- | ----------------------------- | -------------------- | --------- | -------------------------- | ------------------ | ------------------ | ------------------ |
| 1.  | 28 listopada – 4 grudnia 2016 | Östersund            | szczegóły | Bieg indywidualny na 15 km | Laura Dahlmeier    | Anaïs Bescond      | Darja Jurkiewicz   |
| 1.  | 28 listopada – 4 grudnia 2016 | Östersund            | szczegóły | Sprint na 7,5 km           | Marie Dorin Habert | Kaisa Mäkäräinen   | Gabriela Koukalová |
| 1.  | 28 listopada – 4 grudnia 2016 | Östersund            | szczegóły | Bieg pościgowy na 10 km    | Gabriela Koukalová | Laura Dahlmeier    | Dorothea Wierer    |
| 2.  | 5 – 11 grudnia 2016           | Pokljuka             | szczegóły | Sprint na 7,5 km           | Laura Dahlmeier    | Justine Braisaz    | Marte Olsbu        |
| 2.  | 5 – 11 grudnia 2016           | Pokljuka             | szczegóły | Bieg pościgowy na 10 km    | Laura Dahlmeier    | Kaisa Mäkäräinen   | Eva Puskarčíková   |
| 2.  | 5 – 11 grudnia 2016           | Pokljuka             | szczegóły | Sztafeta 4 × 6 km          | Niemcy             | Francja            | Ukraina            |
| 3.  | 12 - 18 grudnia 2016          | Nové Město na Moravě | szczegóły | Sprint na 7,5 km           | Tatjana Akimowa    | Anaïs Chevalier    | Susan Dunklee      |
| 3.  | 12 - 18 grudnia 2016          | Nové Město na Moravě | szczegóły | Bieg pościgowy na 10 km    | Anaïs Chevalier    | Dorothea Wierer    | Tatjana Akimowa    |
| 3.  | 12 - 18 grudnia 2016          | Nové Město na Moravě | szczegóły | Bieg masowy na 12,5 km     | Gabriela Koukalová | Laura Dahlmeier    | Dorothea Wierer    |
| 4.  | 2 – 9 stycznia 2017           | Oberhof              | szczegóły | Sprint na 7,5 km           | Gabriela Koukalová | Kaisa Mäkäräinen   | Marie Dorin Habert |
| 4.  | 2 – 9 stycznia 2017           | Oberhof              | szczegóły | Bieg pościgowy na 10 km    | Marie Dorin Habert | Gabriela Koukalová | Kaisa Mäkäräinen   |
| 4.  | 2 – 9 stycznia 2017           | Oberhof              | szczegóły | Bieg masowy na 12,5 km     | Gabriela Koukalová | Laura Dahlmeier    | Eva Puskarčíková   |
| 5.  | 9 – 15 stycznia 2017          | Ruhpolding           | szczegóły | Sztafeta 4 × 6 km          | Niemcy             | Francja            | Norwegia           |
| 5.  | 9 – 15 stycznia 2017          | Ruhpolding           | szczegóły | Sprint na 6 km             | Kaisa Mäkäräinen   | Gabriela Koukalová | Laura Dahlmeier    |
| 5.  | 9 – 15 stycznia 2017          | Ruhpolding           | szczegóły | Bieg pościgowy na 10 km    | Kaisa Mäkäräinen   | Gabriela Koukalová | Marie Dorin Habert |
| 6.  | 16 – 22 stycznia 2017         | Rasen-Antholz        | szczegóły | Bieg indywidualny na 15 km | Laura Dahlmeier    | Anaïs Chevalier    | Alexia Runggaldier |
| 6.  | 16 – 22 stycznia 2017         | Rasen-Antholz        | szczegóły | Bieg masowy na 12,5 km     | Nadine Horchler    | Laura Dahlmeier    | Gabriela Koukalová |
| 6.  | 16 – 22 stycznia 2017         | Rasen-Antholz        | szczegóły | Sztafeta 4 × 6 km          | Niemcy             | Francja            | Włochy             |
| 7.  | 8 lutego – 19 lutego 2017     | Hochfilzen MŚ 2017   | szczegóły | Sprint na 7,5 km           | Gabriela Koukalová | Laura Dahlmeier    | Anaïs Chevalier    |
| 7.  | 8 lutego – 19 lutego 2017     | Hochfilzen MŚ 2017   | szczegóły | Bieg pościgowy na 10 km    | Laura Dahlmeier    | Darja Domraczewa   | Gabriela Koukalová |
| 7.  | 8 lutego – 19 lutego 2017     | Hochfilzen MŚ 2017   | szczegóły | Bieg indywidualny na 15 km | Laura Dahlmeier    | Gabriela Koukalová | Alexia Runggaldier |
| 7.  | 8 lutego – 19 lutego 2017     | Hochfilzen MŚ 2017   | szczegóły | Sztafeta 4 × 6 km          | Niemcy             | Ukraina            | Francja            |
| 7.  | 8 lutego – 19 lutego 2017     | Hochfilzen MŚ 2017   | szczegóły | Bieg masowy na 12,5 km     | Laura Dahlmeier    | Susan Dunklee      | Kaisa Mäkäräinen   |
| 8.  | 26 lutego – 5 marca 2017      | Pjongczang           | szczegóły | Sprint na 7,5 km           | Laura Dahlmeier    | Tiril Eckhoff      | Anaïs Chevalier    |
| 8.  | 26 lutego – 5 marca 2017      | Pjongczang           | szczegóły | Bieg pościgowy na 10 km    | Laura Dahlmeier    | Kaisa Mäkäräinen   | Anaïs Bescond      |
| 8.  | 26 lutego – 5 marca 2017      | Pjongczang           | szczegóły | Sztafeta 4 × 6 km          | Niemcy             | Norwegia           | Czechy             |
| 9.  | 6 – 12 marca 2017             | Kontiolahti          | szczegóły | Sprint na 7,5 km           | Tiril Eckhoff      | Laura Dahlmeier    | Darja Domraczewa   |
| 9.  | 6 – 12 marca 2017             | Kontiolahti          | szczegóły | Bieg pościgowy na 10 km    | Laura Dahlmeier    | Marie Dorin Habert | Lisa Vittozzi      |
| 10. | 13 – 19 marca 2017            | Oslo/Holmenkollen    | szczegóły | Sprint na 7,5 km           | Mari Laukkanen     | Justine Braisaz    | Anaïs Bescond      |
| 10. | 13 – 19 marca 2017            | Oslo/Holmenkollen    | szczegóły | Bieg pościgowy na 10 km    | Mari Laukkanen     | Gabriela Koukalová | Justine Braisaz    |
| 10. | 13 – 19 marca 2017            | Oslo/Holmenkollen    | szczegóły | Bieg masowy na 12,5 km     | Tiril Eckhoff      | Gabriela Koukalová | Kaisa Mäkäräinen   |

### Miksty
| Lp. | Data                          | Miejscowość        | Szczegóły | Konkurencja                               | 1. miejsce | 2. miejsce        | 3. miejsce |
| --- | ----------------------------- | ------------------ | --------- | ----------------------------------------- | ---------- | ----------------- | ---------- |
| 1.  | 28 listopada – 4 grudnia 2016 | Östersund          | szczegóły | Pojedyncza sztafeta mieszana              | Francja    | Austria           | Niemcy     |
| 1.  | 28 listopada – 4 grudnia 2016 | Östersund          | szczegóły | Sztafeta mieszana (2 × 6 km + 2 × 7,5 km) | Norwegia   | Niemcy            | Włochy     |
| 2.  | 8 – 19 lutego 2017            | Hochfilzen MŚ 2017 | szczegóły | Pojedyncza sztafeta mieszana              | Niemcy     | Francja           | Rosja      |
| 3.  | 6 – 12 marca 2017             | Kontiolahti        | szczegóły | Pojedyncza sztafeta mieszana              | Austria    | Stany Zjednoczone | Niemcy     |
| 3.  | 6 – 12 marca 2017             | Kontiolahti        | szczegóły | Sztafeta mieszana (2 × 6 km + 2 × 7,5 km) | Francja    | Niemcy            | Ukraina    |

## Klasyfikacje

### Kobiety
| Miejsce | Zawodniczka          | Punkty |
| ------- | -------------------- | ------ |
| 1.      | Laura Dahlmeier      | 1211   |
| 2.      | Gabriela Koukalová   | 1089   |
| 3.      | Kaisa Mäkäräinen     | 971    |
| 4.      | Marie Dorin Habert   | 856    |
| 5.      | Dorothea Wierer      | 719    |
| 6.      | Justine Braisaz      | 706    |
| 7.      | Anaïs Chevalier      | 669    |
| 8.      | Julija Dżima         | 632    |
| 9.      | Franziska Hildebrand | 621    |
| 10.     | Susan Dunklee        | 596    |

| Miejsce | Zawodniczka         | Punkty |
| ------- | ------------------- | ------ |
| 11.     | Tiril Eckhoff       | 566    |
| 12.     | Marte Olsbu         | 551    |
| 13.     | Eva Puskarčíková    | 504    |
| 14.     | Anaïs Bescond       | 501    |
| 15.     | Lisa Theresa Hauser | 493    |
| 16.     | Tatjana Akimowa     | 479    |
| 17.     | Selina Gasparin     | 449    |
| 18.     | Nadieżda Skardino   | 440    |
| 19.     | Vanessa Hinz        | 436    |
| 20.     | Galina Wiszniewska  | 429    |

| Miejsce | Zawodniczka       | Punkty |
| ------- | ----------------- | ------ |
| ...     |                   |        |
| 34.     | Magdalena Gwizdoń | 237    |
| 36.     | Monika Hojnisz    | 225    |
| 63.     | Krystyna Guzik    | 55     |
| 102.    | Kinga Mitoraj     | 1      |

| Miejsce | Zawodniczka         | Punkty |
| ------- | ------------------- | ------ |
| 1.      | Laura Dahlmeier     | 180    |
| 2.      | Vanessa Hinz        | 103    |
| 3.      | Alexia Runggaldier  | 96     |
| 4.      | Gabriela Koukalová  | 95     |
| 5.      | Ołena Pidhruszna    | 83     |
| 6.      | Maren Hammerschmidt | 76     |
| 7.      | Olga Podczufarowa   | 76     |
| 8.      | Julija Dżima        | 74     |
| 9.      | Mari Laukkanen      | 73     |
| 10.     | Eva Puskarčíková    | 72     |
| ...     |                     |        |
| 22.     | Monika Hojnisz      | 47     |
| 47.     | Krystyna Guzik      | 18     |
| 68.     | Magdalena Gwizdoń   | 4      |

| Miejsce | Zawodniczka          | Punkty |
| ------- | -------------------- | ------ |
| 1.      | Gabriela Koukalová   | 377    |
| 2.      | Laura Dahlmeier      | 372    |
| 3.      | Kaisa Mäkäräinen     | 337    |
| 4.      | Marie Dorin Habert   | 297    |
| 5.      | Justine Braisaz      | 281    |
| 6.      | Tiril Eckhoff        | 277    |
| 7.      | Anaïs Chevalier      | 260    |
| 8.      | Dorothea Wierer      | 246    |
| 9.      | Franziska Hildebrand | 241    |
| 10.     | Susan Dunklee        | 228    |
| ...     |                      |        |
| 25.     | Magdalena Gwizdoń    | 122    |
| 36.     | Monika Hojnisz       | 85     |
| 60.     | Krystyna Guzik       | 30     |
| 89.     | Kinga Mitoraj        | 1      |

| Miejsce | Zawodniczka          | Punkty |
| ------- | -------------------- | ------ |
| 1.      | Laura Dahlmeier      | 405    |
| 2.      | Gabriela Koukalová   | 384    |
| 3.      | Kaisa Mäkäräinen     | 368    |
| 4.      | Marie Dorin Habert   | 346    |
| 5.      | Dorothea Wierer      | 286    |
| 6.      | Justine Braisaz      | 250    |
| 7.      | Marte Olsbu          | 236    |
| 8.      | Anaïs Chevalier      | 226    |
| 9.      | Julija Dżima         | 215    |
| 10.     | Franziska Hildebrand | 210    |
| ...     |                      |        |
| 35.     | Magdalena Gwizdoń    | 82     |
| 38.     | Monika Hojnisz       | 65     |
| 79.     | Krystyna Guzik       | 7      |

| Miejsce | Zawodniczka          | Punkty |
| ------- | -------------------- | ------ |
| 1.      | Gabriela Koukalová   | 265    |
| 2.      | Laura Dahlmeier      | 254    |
| 3.      | Kaisa Mäkäräinen     | 207    |
| 4.      | Julija Dżima         | 162    |
| 5.      | Dorothea Wierer      | 156    |
| 6.      | Marie Dorin Habert   | 147    |
| 7.      | Selina Gasparin      | 139    |
| 8.      | Vanessa Hinz         | 132    |
| 9.      | Franziska Hildebrand | 126    |
| 10.     | Eva Puskarčíková     | 124    |
| ...     |                      |        |
| 37.     | Magdalena Gwizdoń    | 29     |
| 38.     | Monika Hojnisz       | 28     |

| Miejsce | Reprezentacja | Punkty |
| ------- | ------------- | ------ |
| 1.      | Niemcy        | 300    |
| 2.      | Francja       | 248    |
| 3.      | Ukraina       | 224    |
| 4.      | Norwegia      | 202    |
| 5.      | Czechy        | 197    |
| 6.      | Włochy        | 197    |
| 7.      | Szwecja       | 187    |
| 8.      | Białoruś      | 167    |
| 9.      | Rosja         | 166    |
| 10.     | Polska        | 154    |

| Miejsce | Reprezentacja | Punkty |
| ------- | ------------- | ------ |
| 1.      | Niemcy        | 7951   |
| 2.      | Francja       | 7646   |
| 3.      | Ukraina       | 6605   |
| 4.      | Czechy        | 6547   |
| 5.      | Włochy        | 6481   |
| 6.      | Norwegia      | 6265   |
| 7.      | Rosja         | 6139   |
| 8.      | Szwecja       | 6034   |
| 9.      | Białoruś      | 5683   |
| 10.     | Kazachstan    | 5193   |
| ...     |               |        |
| 12.     | Polska        | 5035   |

### Mężczyźni
| Miejsce | Zawodnik             | Punkty |
| ------- | -------------------- | ------ |
| 1.      | Martin Fourcade      | 1322   |
| 2.      | Anton Szypulin       | 918    |
| 3.      | Johannes Thingnes Bø | 812    |
| 4.      | Arnd Peiffer         | 746    |
| 5.      | Simon Schempp        | 741    |
| 6.      | Julian Eberhard      | 732    |
| 7.      | Emil Hegle Svendsen  | 667    |
| 8.      | Lowell Bailey        | 641    |
| 9.      | Ole Einar Bjørndalen | 631    |
| 10.     | Erik Lesser          | 621    |

| Miejsce | Zawodnik               | Punkty |
| ------- | ---------------------- | ------ |
| 11.     | Benedikt Doll          | 608    |
| 12.     | Ondřej Moravec         | 597    |
| 13.     | Simon Eder             | 552    |
| 14.     | Dominik Windisch       | 525    |
| 15.     | Jean-Guillaume Béatrix | 521    |
| 16.     | Dominik Landertinger   | 512    |
| 17.     | Michal Krčmář          | 498    |
| 18.     | Jewgienij Garaniczew   | 495    |
| 19.     | Maksim Cwietkow        | 469    |
| 20.     | Quentin Fillon Maillet | 466    |

| Miejsce | Zawodnik       | Punkty |
| ------- | -------------- | ------ |
| ...     |                |        |
| 82.     | Grzegorz Guzik | 15     |

| Miejsce | Zawodnik             | Punkty |
| ------- | -------------------- | ------ |
| 1.      | Martin Fourcade      | 162    |
| 2.      | Anton Szypulin       | 126    |
| 3.      | Lowell Bailey        | 117    |
| 4.      | Johannes Thingnes Bø | 115    |
| 5.      | Lars Helge Birkeland | 103    |
| 6.      | Krasimir Anew        | 99     |
| 7.      | Serhij Semenow       | 88     |
| 8.      | Benjamin Weger       | 84     |
| 9.      | Ole Einar Bjørndalen | 83     |
| 10.     | Ondřej Moravec       | 78     |

| Miejsce | Zawodnik             | Punkty |
| ------- | -------------------- | ------ |
| 1.      | Martin Fourcade      | 484    |
| 2.      | Julian Eberhard      | 345    |
| 3.      | Emil Hegle Svendsen  | 276    |
| 4.      | Arnd Peiffer         | 275    |
| 5.      | Johannes Thingnes Bø | 269    |
| 6.      | Anton Szypulin       | 248    |
| 7.      | Benedikt Doll        | 222    |
| 8.      | Ole Einar Bjørndalen | 218    |
| 5.      | Lowell Bailey        | 217    |
| 10.     | Dominik Landertinger | 210    |
| ...     |                      |        |
| 70.     | Grzegorz Guzik       | 15     |

| Miejsce | Zawodnik             | Punkty |
| ------- | -------------------- | ------ |
| 1.      | Martin Fourcade      | 502    |
| 2.      | Anton Szypulin       | 392    |
| 3.      | Arnd Peiffer         | 298    |
| 4.      | Johannes Thingnes Bø | 278    |
| 5.      | Emil Hegle Svendsen  | 249    |
| 6.      | Simon Schempp        | 233    |
| 7.      | Julian Eberhard      | 232    |
| 8.      | Simon Eder           | 215    |
| 9.      | Dominik Windisch     | 200    |
| 10.     | Erik Lesser          | 199    |

| Miejsce | Zawodnik               | Punkty |
| ------- | ---------------------- | ------ |
| 1.      | Martin Fourcade        | 248    |
| 2.      | Simon Schempp          | 231    |
| 3.      | Anton Szypulin         | 177    |
| 4.      | Jean-Guillaume Béatrix | 168    |
| 5.      | Erik Lesser            | 165    |
| 6.      | Johannes Thingnes Bø   | 150    |
| 7.      | Ole Einar Bjørndalen   | 147    |
| 8.      | Arnd Peiffer           | 141    |
| 9.      | Anton Babikow          | 140    |
| 10.     | Benedikt Doll          | 134    |

| Miejsce | Reprezentacja | Punkty |
| ------- | ------------- | ------ |
| 1.      | Rosja         | 259    |
| 2.      | Francja       | 242    |
| 3.      | Niemcy        | 237    |
| 4.      | Norwegia      | 228    |
| 5.      | Austria       | 216    |
| 6.      | Ukraina       | 207    |
| 7.      | Czechy        | 173    |
| 8.      | Włochy        | 167    |
| 9.      | Kanada        | 150    |
| 10.     | Szwajcaria    | 146    |
| ...     |               |        |
| 20.     | Polska        | 64     |

| Miejsce | Reprezentacja     | Punkty |
| ------- | ----------------- | ------ |
| 1.      | Niemcy            | 7448   |
| 2.      | Francja           | 7416   |
| 3.      | Rosja             | 7192   |
| 4.      | Norwegia          | 7181   |
| 5.      | Austria           | 6926   |
| 6.      | Ukraina           | 6270   |
| 7.      | Czechy            | 6223   |
| 8.      | Włochy            | 5556   |
| 9.      | Szwajcaria        | 5395   |
| 10.     | Stany Zjednoczone | 5290   |
| ...     |                   |        |
| 23.     | Polska            | 2739   |

### Sztafety mieszane
| Miejsce | Reprezentacja     | Punkty |
| ------- | ----------------- | ------ |
| 1.      | Niemcy            | 264    |
| 2.      | Francja           | 257    |
| 3.      | Austria           | 201    |
| 4.      | Norwegia          | 195    |
| 5.      | Rosja             | 195    |
| 6.      | Ukraina           | 187    |
| 7.      | Włochy            | 185    |
| 8.      | Szwecja           | 184    |
| 9.      | Czechy            | 175    |
| 10.     | Stany Zjednoczone | 169    |

| Miejsce | Reprezentacja | Punkty |
| ------- | ------------- | ------ |
| 11.     | Kazachstan    | 169    |
| 12.     | Szwajcaria    | 163    |
| 13.     | Finlandia     | 157    |
| 14.     | Białoruś      | 134    |
| 15.     | Słowacja      | 133    |
| 16.     | Kanada        | 126    |
| 17.     | Słowenia      | 124    |
| 18.     | Bułgaria      | 119    |
| 19.     | Estonia       | 116    |
| 20.     | Japonia       | 113    |
| ...     |               |        |
| 22.     | Polska        | 98     |

## Wyniki Polaków

### Indywidualne
Kobiety
| Zawodniczka       | IN  | SP | PU | SP | PU | SP | PU | MS | SP | PU | MS | SP | PU  | IN | MS | SP | PU | IN | MS | SP | PU | SP | PU | SP | PU | MS |
| Krystyna Guzik    | 71  | 49 | 37 | 63 | –  | 42 | 39 | –  | 11 | 40 | –  | 67 | –   | 23 | –  | 53 | 47 | 52 | –  | 62 | –  | 48 | 57 | 92 | –  | –  |
| Magdalena Gwizdoń | 47  | 65 | q  | 27 | 45 | 49 | 37 | –  | 8  | 31 | 12 | 10 | 15  | 45 | –  | 38 | 25 | 37 | –  | 18 | 15 | 27 | 46 | 38 | 50 | –  |
| Monika Hojnisz    | 44  | 51 | 43 | 24 | 14 | 17 | 21 | 26 | 31 | 30 | –  | 57 | dns | 7  | 22 | 39 | 51 | 30 | –  | 12 | 34 | 39 | 48 | 40 | 48 | –  |
| Kinga Mitoraj     | DNS | 40 | 56 | 68 | –  | 91 | –  | –  | 70 | –  | –  | 62 | –   | –  | –  | 67 | –  | –  | –  | 54 | 58 | 94 | –  | 90 | –  | –  |
| Kamila Żuk        | 67  | 91 | –  | 74 | –  | 85 | –  | –  | –  | –  | –  | 76 | –   | –  | –  | –  | –  | –  | –  | –  | –  | –  | –  | –  | –  | –  |
| Anna Mąka         | –   | –  | –  | –  | –  | –  | –  | –  | 86 | –  | –  | –  | –   | 73 | –  | –  | –  | 84 | –  | –  | –  | –  | –  | –  | –  | –  |
| Karolina Pitoń    | –   | –  | –  | –  | –  | –  | –  | –  | –  | –  | –  | –  | –   | 89 | –  | –  | –  | –  | –  | –  | –  | –  | –  | –  | –  | –  |

Mężczyźni
| Zawodnik               | IN | SP | PU | SP | PU | SP | PU | MS | SP  | PU | MS | SP | PU | IN  | MS | SP | PU | IN | MS | SP  | PU | SP | PU | SP | PU | MS |
| Grzegorz Guzik         | 74 | 99 | –  | 71 | –  | 71 | –  | –  | 26  | 53 | –  | 66 | –  | 66  | –  | 53 | 57 | 90 | –  | 53  | 57 | 97 | –  | 76 | –  | –  |
| Mateusz Janik          | 90 | 79 | –  | 87 | –  | –  | –  | –  | –   | –  | –  | 90 | –  | 102 | –  | –  | –  | –  | –  | –   | –  | –  | –  | –  | –  | –  |
| Andrzej Nędza-Kubiniec | –  | –  | –  | –  | –  | 90 | –  | –  | 100 | –  | –  | –  | –  | –   | –  | –  | –  | 53 | –  | –   | –  | 99 | –  | 92 | –  | –  |
| Rafał Penar            | 81 | 86 | –  | –  | –  | 96 | –  | –  | –   | –  | –  | 94 | –  | –   | –  | 94 | –  | –  | –  | 102 | –  | –  | –  | –  | –  | –  |
| Łukasz Szczurek        | –  | –  | –  | 93 | –  | –  | –  | –  | 78  | –  | –  | –  | –  | 77  | –  | 72 | –  | 57 | –  | 62  | –  | 82 | –  | 90 | –  | –  |

### Drużynowe
Kobiety
| RL | RL | RL | RL | RL |
| -- | -- | -- | -- | -- |
| 7  | 16 | 12 | 7  | 13 |

Mężczyźni
| RL     | RL | RL     | RL     | RL     |
| ------ | -- | ------ | ------ | ------ |
| LPD 20 | 19 | LPD 20 | LPD 24 | LPD 24 |

Sztafety mieszane
| RM | RM | RM |
| -- | -- | -- |
| 16 | 23 | 20 |

Pojedyncze sztafety mieszane
| SR     | SR |
| ------ | -- |
| LPD 25 | 23 |

| Legenda oznaczeń | Legenda oznaczeń                                                          |
| ---------------- | ------------------------------------------------------------------------- |
| SP               | Sprint                                                                    |
| PU               | Bieg pościgowy (na dochodzenie)                                           |
| IN               | Bieg indywidualny                                                         |
| MS               | Bieg masowy                                                               |
| RL               | Sztafeta                                                                  |
| MR               | Sztafeta mieszana                                                         |
| SR               | Pojedyncza sztafeta mieszana                                              |
| DNS              | Zawodnik/czka został/a zgłoszony/a do rywalizacji, ale nie wystartował/a. |
| DNF              | Zawodnik/czka nie ukończył/a biegu.                                       |
| DSQ              | Zawodnik/czka został/a zdyskwalifikowany/a.                               |
| LPD              | Zawodnik/czka został/a zdublowany/a.                                      |
| q                | Zawodnik/czka nie zakwalifikował/a się do biegu pościgowego.              |
| –                | Zawodnik/czka nie startował/a w konkursie.                                |
| odw.             | Zawody zostały odwołane.                                                  |
| Kolory           |                                                                           |
| Złoty            | Pierwsze miejsce                                                          |
| Srebrny          | Drugie miejsce                                                            |
| Brązowy          | Trzecie miejsce                                                           |
| Jasnoniebieski   | miejsca 4 - 40                                                            |
| czerwony         | DSQ, DNF, DNS                                                             |